# Tintinor
Tintinor ou Tintin et les Tintinors est un jeu de société édité par les Jeux Noël (brevet SGDC) avec l'autorisation d'Hergé.

## Principes
Le but du jeu consiste à acquérir et collecter, des cartes représentant certains objets de la Castafiore, du Capitaine Haddock, du professeur Tournesol et des Dupond-Dupont. Les acquisitions sont réalisées par une devise imaginaire, le Tintinor. Le gagnant est le joueur qui obtient le montant décidé au début de la partie.